# Dresdner Brückenamt
Das Dresdner Brückenamt (in Dresden kurz: Brückenamt, des Öfteren auch Hl. Kreuzes Amt, ab dem 18. Jahrhundert meist Geistliches Brückenamt) ist ein Brückenamt, das in Dresden 1432 erstmals erwähnt wurde. Es wurde zur gleichzeitigen Instandhaltung der Dresdner Elbbrücke und der Kreuzkirche gebildet. Ihm war materielles und immaterielles Vermögen (Dörfer, Grundstücke, Stiftungen, Spenden, Zinsen, Brückenzoll usw.) zugeordnet, was es ebenfalls verwaltete.

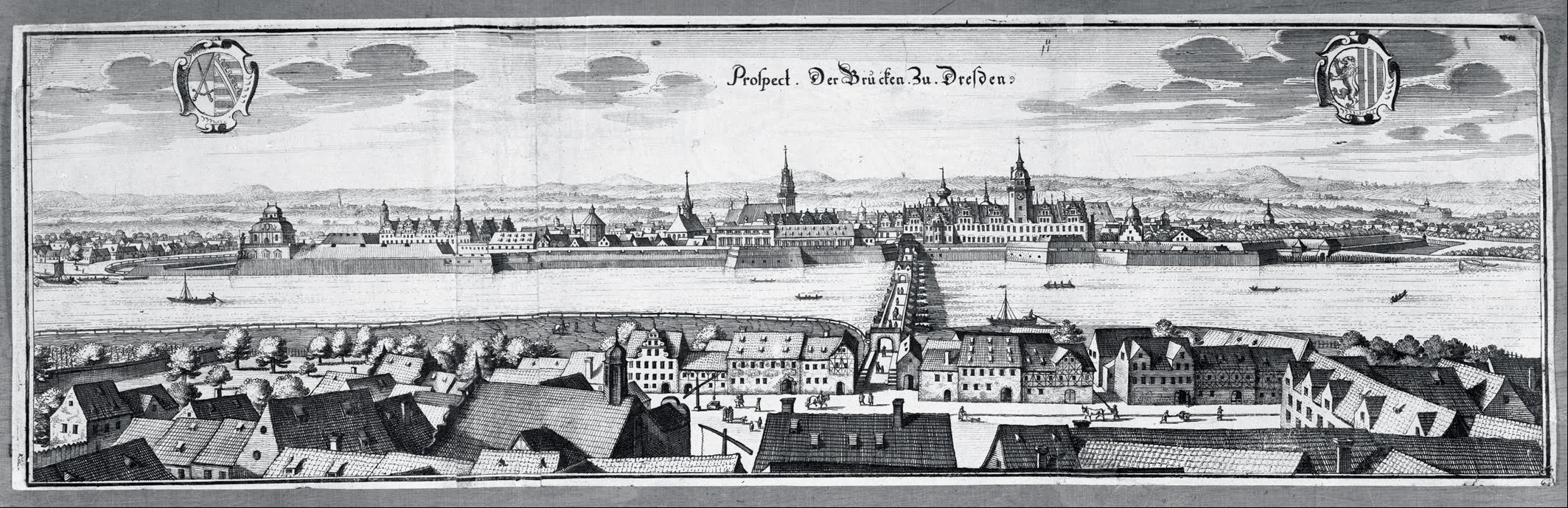
Dresdner Elbbrücke auf einem Stich von ca. 1650, links von der Brücke der Turm zur Kreuzkirche gehörend. Beide wurden als gemeinsames Vermögen vom Dresdner Brückenamt verwaltet.

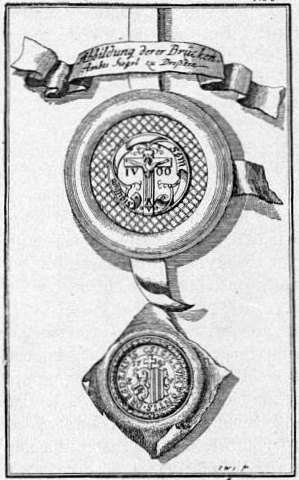
Siegel des Dresdner Brückenamts

Nach der Einführung der allgemeinen Städteordnung im Königreich Sachsen 1832 wurde es in die Dresdner Kommunalverwaltung eingegliedert und bestand als Verwaltung der Dresdner Elbbrücke bis nach 1844. Als Gerichtsstelle blieb es noch bis 1851 erhalten, aus dem danach noch vorhandenen Vermögensfonds wurde 1868 die Kreuzkirche einschließlich des ihr zugeordneten Vermögensbestandes ausgegliedert, die bis dahin der Stadt zugehörig war. Danach wird es noch 1881 als Vermögen Augustusbrücke als selbständige Rechnungseinheit innerhalb des Haushaltes der Stadt Dresden erwähnt, die endgültige Auflösung des Sondervermögens ist unbekannt.

## Geschichte

### Entstehung
Bisher ist noch nicht geklärt, wer Veranlasser, Bauherr oder Finanzier der Dresdner Elbbrücke war. Die ersten Urkunden ab 1287 zeigen keinerlei Besitzverhältnisse auf, so dass einerseits diese Brücke eine eigene Vermögensmasse, ähnlich einer Stiftung, darstellen könnte. Das wird von den meisten Forschern gestützt, sind doch Urkunden über die Eigentumsverhältnisse an der Brücke weder vor noch nach diesem Zeitpunkt bekannt.
Auf Grund des für eine Kaufmannssiedlung, die Dresden damals war, wichtigen Flussübergangs läge es nahe, so andererseits der Forscher Karlheinz Blaschke, dass Kirche (die spätere Kreuzkirche) und Brücke (die spätere Augustusbrücke) von vornherein als finanzielle Einheit betrachtet und im heutigen Sinn eher einer Art genossenschaftlicher Verwaltung zugeordnet gewesen sein könnten.
Nach Ansicht der Historikerin Alexandra-Kathrin Stanislaw-Kemenah ist eine solche Einheit von Kirche und Brücke durchaus naheliegend, denn 1295 gingen erste Initiativen zur Unterhaltung der Brücke von der Kaufmannschaft aus, die der Landesherr genehmigte: Damals waren politische Gemeinschaften immer zugleich kirchliche Gemeinschaften. Brücke und Kirche waren außerdem im Mittelalter aufeinander angewiesen: Der einzige Elbübergang als Brücke auf mehrere Dutzend Kilometer stromauf und stromab sicherte der Dresdner Brücke eine besondere Stellung für den Warentransport. Die Kirche mit ihren Reliquien wiederum sorgte für einen Pilgerstrom, der von Osten und Norden kommend, auf die Brücke angewiesen war. Dafür spricht auch, dass die Brücke, wie auch die Kirche vom Meißner Bischof als piae causae (fromme Stiftungen) eingeordnet wurden.
Ein Brückenmeister, ab dem 16. Jahrhundert Brückenamtsverwalter genannt, wird 1303 erstmals als magister pontis erwähnt. Er wurde vom Rat ernannt, am Ende des Mittelalters (2. Hälfte des 15. Jahrhunderts) auch vom Landesherren, der sich immer einen Einfluss vorbehielt, und war zumeist selbst Ratsherr. Der Brückenmeister bzw. Brückenamtsverwalter war auch Administrator der Frauenkirche, des Brückenhofs (bzw. anfangs der Brückenhöfe auf Dresdner und Altendresdner Seite) und des späteren Brückenhofhospitals. Ihm oblag nicht nur die nötige Unterhaltung der Brücke, sondern zunehmend auch die Verwaltung der Stiftungen bzw. gestifteten Gelder, die ab 1304 nachweisbar sind: In diesem Jahr vermachte der Dresdner Bürger Jacobus Magnus der Brücke einen Jahreszins, den er aus dem Dorf Kötzschenbroda bezog.
1304 wurde ein Teil von Golberode gestiftet, aber später wieder verkauft. 1311 wurden der Brücke die von Dresdner Bürgern gekauften Dörfer Lockwitz, Prohlis und Bannewitz zugeordnet, ebenfalls das bereits 1308 erworbene Grumbach. Von Kötzschenbroda wurde Wein von einem dort gelegenen Weinberg bezogen. Dazu kamen Ablässe (ab 1319) sowie Einkünfte aus zahlreichen Stiftungen und Spenden sowohl in den Stöcken, wie auch mit der Tafel.
Der linkselbische Brückenhof, am Ende des Kanzleigäßchens gelegen, wird 1370 erstmals als curia circa pontem, 1388 als bruckynhof erwähnt, war der Wirtschaftshof für die Brücke. Er lag etwa 100 Ellen vom Elbtor, was die Brücke auf Dresdner Seite schützte, entfernt.

### Aufgaben des Amtes
Die allerdings zunehmenden Aufgaben – hinzu kam noch die Einnahme und Verwaltung des Brückenzolls (ab 1388 nachweisbar) direkt durch einen Brückenzöllner in einem Zollhaus auf der Brücke – führten dazu, dass diese Verwaltungsaufgaben ihrerseits stets weiter zunahmen. So kamen weitere Dörfer bis 1370 hinzu: Gittersee (Schenkung 1352), Possendorf und Obergohlis. Die ersten erhaltenen Brückenamtsrechnungen (damals nicht als Brückenamt bezeichnet, sondern als register sancta crucis et pontis) stammen aus dem Jahr 1370 und weisen nach, dass Kreuzkirche und Brücke als Einheit betrachtet wurden. Zwischen 1432 und 1462 folgten schließlich noch Anteile aus den Dörfern Blasewitz, Seidnitz, Strehlen, Pieschen und Weixdorf. Auf herzoglichen Befehl musste Lockwitz 1511 an den Freiberger Bürger Georg Alnpeck verkauft werden, dort entstand eine eigene Grundherrschaft. Gleiches geschah dann in Weixdorf 1552.
Diese zunehmenden Verwaltungsaufgaben führten 1432 zur erstmaligen Erwähnung eines Brückenamtes, ab dem zweiten Drittel des 15. Jahrhunderts wird es als selbständige Einheit neben dem Haushalt der Stadt geführt. Dem Brückenamt oblag einerseits die Verwaltung des Vermögens von Kreuzkirche und Brücke. Im 14. und 15. Jahrhundert kam dann noch die Niedere Gerichtsbarkeit für die Dörfer hinzu, die dem Brückenamt gehörten (Bannewitz, Gittersee, Lockwitz, Prohlis, Obergohlis, Blasewitz). Auf der Brücke selbst hatte das Brückenamt die Halsgerichtsbarkeit, was insofern von Bedeutung war, wurde doch der Brückenzoll in der Mitte der Brücke entrichtet.
Die Zinserzielung betraf aber auch Äcker, Weiden, Wiesen, Gärten in und um Dresden (Strehlen und Seidnitz zusätzlich zu den genannten Dörfern), Weinberge am Tatzberg und die Fleischbänke in Dresden selbst. Zum zweiten kam die Bewirtschaftung von unmittelbar der Unterhaltung der Brücke und der Kirche dienenden Nebenzweigen, wie der Betrieb eines Steinbruchs in der Nähe von Struppen, der Betrieb einer Ziegelei sowie der einer Kalkbrennerei hinzu. Zum Unterhalt der Brücke gab es zwei Brückenhöfe, später nur noch den linkselbischen. Und schließlich nahm das Amt Bußgelder ein, sei es aus öffentlichen, sei es aus kirchlichen Bußen. Eine getrennte Rechnung von Kirche und Brücke gab es lediglich für die Altarspenden der jeweiligen Altar-Bruderschaften, die eindeutig der Kirche zugeordnet wurden und deren Bruderschaften auch gesondert verwaltet wurden.
Die Ausgaben des Brückenamtes, d. h. für Kirche und Brücke, sind für das 14. und 15. Jahrhundert nachweisbar z. B. für Glocken, Orgel, Gewänder (Ornat), Schule, Aufwendungen für Prozessionen, Personalausgaben für Geistliche und Gesindelohn, aber auch den Wurfzins als Grundzins für die Brücke als eines der ältesten Bauwerke Dresdens bis hin zu Verpflegungskosten für die Geistlichen (Pfarrer und Kapelläne) für die letzten Handreichungen bei Sterbenden. Etwaige Abrechnungen für einen etwa bestehenden Knabenchor (den späteren Kreuzchor) sind trotz der detaillierten Abrechnungen für Kirche und Schule nicht vorhanden.
1480 erzielten die Brückenzölle zwar 28 Prozent der Einnahmen des Brückenamtes (ab diesem Zeitpunkt wurde auch in den Rechnungen rubriziert), gleichwohl wuchsen auch die Instandhaltungsarbeiten an Brücke und Kirche selbst. Während die laufenden Ausgaben offenbar gedeckt wurden, mussten für Sonderausgaben (Brand der Kreuzkirche 1491) Sonderfinanzierungen gefunden werden.
1517 wurde im Brückenhof ein Hospital, das Brückenhofhospital eingerichtet, das vor allem Personen aufnahm, die an der Franzosenkrankheit (Syphilis) litten. 1537 wurde es zwar als „Franzosenhaus“ in das Bartholomäihospital nahe dem Freiberger Platz verlegt: Zuständigkeit und finanzielle Verantwortung verblieben bis 1834 beim Brückenamt.

### Säkulare Reduktion ab der Reformation 1539
Mit der Reformation einhergehend, die durch Herzog Heinrich den Frommen 1539 in Dresden eingeführt wurde, wurde nach zwei Kirchenvisitationen die Kreuzkirche aus dem Jahrhunderte alten Bestand des Brückenamtes herausgelöst und zu einer eigenständigen Einrichtung innerhalb des Rates gemacht, an die Bauwerk und Einrichtungen sowie die Altarstiftungen übergingen. Die dazu gehörende Schule übernahm ebenfalls die Stadt, wie auch den aus der Schule heraus gebildeten Kreuzchor. Damit wurde das Brückenamt ausschließlich zuständig für rein säkulare Aufgaben, die bei ihm verblieben.
Der Neubau der Elbbrücke war stets ein beständiger Begleiter der Forderungen, die jedoch das Brückenamt unter Verweis auf dafür nicht vorhandene Geldmittel ablehnte. So kam es, dass der Brückenneubau unter August dem Starken durch den Hofbaumeister Matthäus Daniel Pöppelmann gemeinsam mit dem Ratsbaumeister Johann Gottfried Fehre 1727–1731 vom Kurfürsten finanziert wurde, die Verwaltung der Brücke verblieb beim Brückenamt.

### Städteordnung von 1832, Gerichtsentscheid von 1844 und folgende allmähliche Auflösung
Erst nach Erlass der allgemeinen Städteordnung von 1832 konnte das Nebeneinander von Brückenamt und Rat von Dresden, was zwar immer personell verknüpft jedoch juristisch stets getrennt war, beseitigt werden. Ein erster Schritt dazu war 1833 die Unterstellung als selbständiger Bereich innerhalb der „Stadtcämmerey“. Äußerlich wurde 1834 die erste Herausgliederung von nicht auf die Brücke bezogenen Zuständigkeiten vollzogen, nämlich die Zusammenlegung von Materni-, Bartholomäus- (beide bisher städtisch) und Brückenhofhospital (bisher der Brücke zugeordnet) unter dem Namen „Maternihospital“ (juristisch etwa vergleichbar einem heutigen Eigenbetrieb der Stadt), welches dann 1837 einen Neubau durch Gottfried Semper an der heutigen Freiberger-/Ammonstraße erhielt.
Nach einem mehrjährigen Prozess stellte 1844 das Appellationsgericht Dresden fest (es ging um die Kostentragung des Wiederaufbaus der 1813 gesprengten und 1819 wiedererrichteten Strompfeiler), dass in der Tat die Eigentumsfrage an der Brücke bisher offen sei (mithin seit deren Errichtung im 12. Jahrhundert) und durch die Urkunden nicht geklärt werden kann. In seinem Beschluss sprach es das Eigentum an der Brücke der Stadt Dresden zu, und verfügte, dass die Kosten für diesen Wiederaufbau der Strompfeiler aber der Staat endgültig zu tragen habe, da es sich um den Ersatz von Kriegsschäden handele.
Das Brückenamt wurde nunmehr sukzessive aufgelöst und die administrativen Aufgaben sowie die nicht unmittelbar mit der Brücke zusammenhängenden Aufgaben in die auf der Grundlage der Städteordnung gebildete Stadtverwaltung eingegliedert. Beim Brückenamt verblieben die Vermögensverwaltung und die niedere Gerichtsbarkeit. Mit Rezess (d. i. Ratsbeschluss) vom 30. September 1851 trat der Stadtrat die niedere und die höhere Gerichtsbarkeit an den Staat ab. Damit ging auch die Gerichtsbarkeit der Ratsämter auf ein Königliches Stadtgericht für den Stadtbezirk und ein Königliches Landgericht für den Landbezirk über. Durch Verordnung vom 2. September 1856 trat an beider Stelle das Gerichtsamt Dresden.
1868 wurde nach Erlass der Kirchen- und Synodalordnung aus der Vermögensverwaltung die Kreuzkirche mit dem ihr zugeordneten Vermögen ausgegliedert und die noch verbliebene gemeinsame Verwaltung von Kreuzkirch- und Brückenvermögens aufgehoben, das verbliebene Vermögen wurde als Vermögen Augustusbrücke gesondert geführt. So erhielt das Brückenhofhospital (als Teil des Maternihospitals) mit Rezess vom 4. Februar 1881 einen Betrag von 30.000 Mark als Stiftung zugeordnet.
Ein genaues Datum der endgültigen Auflösung des Brückenamtes bzw. dessen verbliebener Restverwaltung ist nicht bekannt.